# Греј Форест (Тексас)
Греј Форест (енгл. Grey Forest) град је у америчкој савезној држави Тексас. По попису становништва из 2010. у њему је живело 483 становника.

## Демографија
Према попису становништва из 2010. у граду је живело 483 становника, што је 65 (15,6%) становника више него 2000. године.
| Група             | 2000.       | 2010.       |
| Белци             | 386 (92,3%) | 391 (81,0%) |
| Афроамериканци    | 0 (0,0%)    | 3 (0,6%)    |
| Азијати           | 0 (0,0%)    | 6 (1,2%)    |
| Хиспаноамериканци | 32 (7,7%)   | 70 (14,5%)  |
| Укупно            | 418         | 483         |